# アレクサンデル・レッセル
アレクサンデル・レッセル（ポーランド語: Aleksander Lesser、1814年5月13日 - 1884年3月13日）は、ポーランド人の画家、美術批評家。レッセルは主にポーランドの歴史と同時代の出来事を描いた。彼はクラクフ科学アカデミーの会員で、また美術支援組織「ザヘンタ」（ワルシャワの現代美術館であるザヘンタ美術館の前身）の共同創設者の一人でもある。
レッセルは熱狂的なポーランド愛国者だった。父親はユダヤ教のラビであったが、レッセル本人はユダヤ系でありながら宗教生活には興味がなく、ユダヤ教社会の伝統とは距離を置いた生き方を貫いた。
レッセルはワルシャワ大学の美術学科、さらにドレスデンとミュンヘンの学校で美術を学んだ。彼は「考古学志向」と呼ばれたポーランドの歴史画推進運動の草分けの一人であり、この意味でポーランド歴史画の大成者ヤン・マテイコの先駆的な存在と言える。彼の参加していた歴史画推進運動の狙いは、ポーランドの歴史を絵画を通じて完全に再現することであった。このため、レッセルの作品制作は本格的な歴史研究作業を基礎としていた。

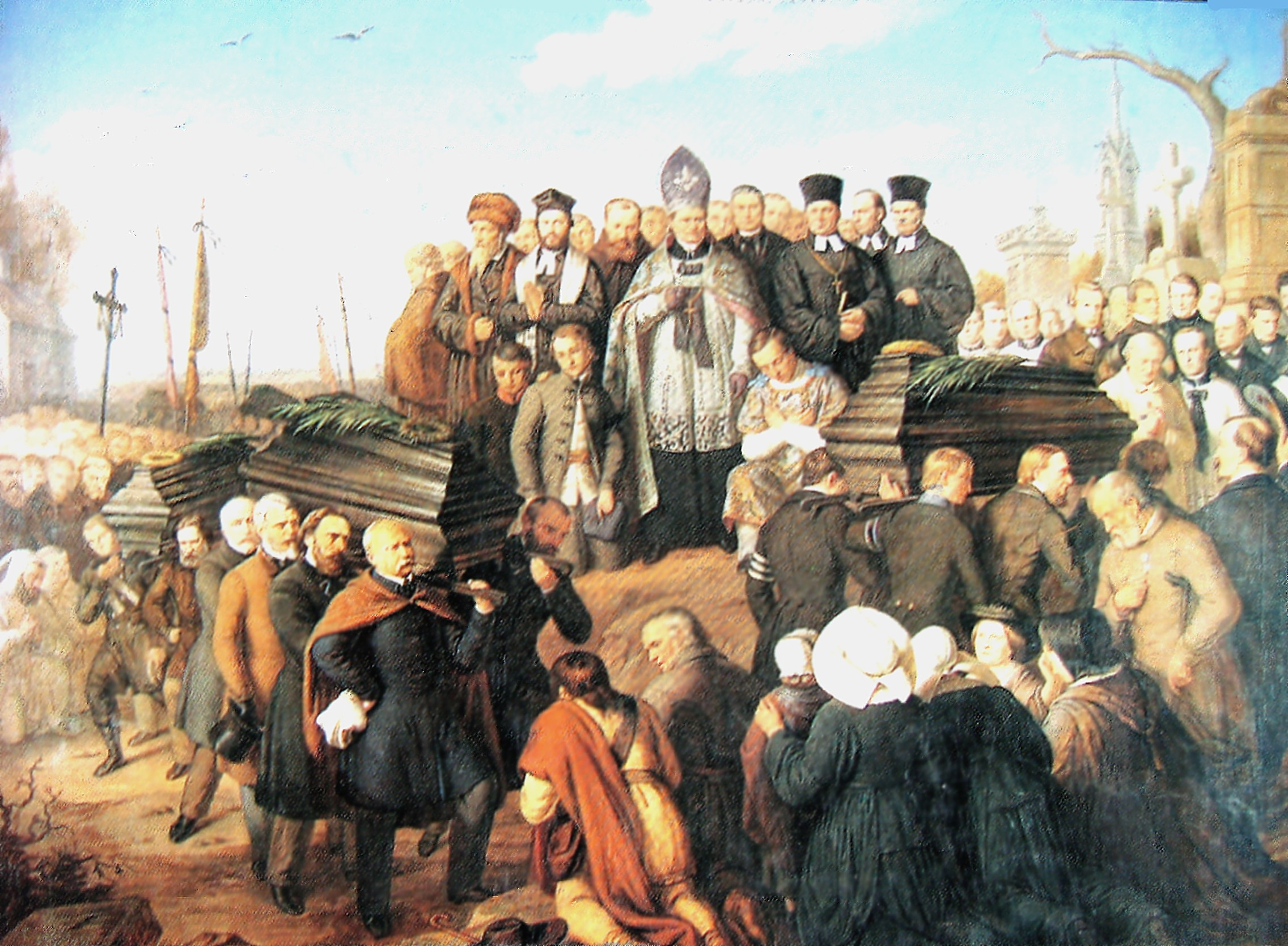
レッセル「5人の死者の葬儀」（1861年）

彼の現代画における著名な作品は「5人の死者の葬儀」（1861年制作）である。この作品はユダヤ人の血を引くカトリック教徒のポーランド人たちが、ロシアのコサックに殺された事件の、被害者たちの葬儀の場面を描いたもので、同作品にはカトリック、正教の聖職者、それにユダヤ教のラビが同時に登場している。歴史画においては、40人のポーランド君主の肖像画を、諸王の彫像を参考にして作成している。このポーランド君主の肖像画群は解説付きの画集として、1860年に出版された。その他、修道院で年代記を執筆する聖ヴィンツェンティ・カドウベク、モラヴィアを離れるボレスワフ曲唇公、戴冠に臨むレシェク1世白公、プロイセンの臣従、ヴィスワ川から引き揚げられるヴァンダ王女の遺体といった主題で歴史画を制作した。キリストの変容、マグダラのマリアなどキリスト教の主題も扱っている。